# Jardin français de Celle
Le Jardin français de Celle (Französische Garten) est un jardin ouvert au public situé à Celle en Basse-Saxe (ancienne principauté de Brunswick-Lunebourg) à côté du château de Celle et dans la partie-sud de la vieille ville.

## Historique
Le jardin à la française a été aménagé pour le duc Georges-Guillaume de Brunswick-Lunebourg à partir de 1670-1675 au-delà des remparts du château par les jardiniers français Perronet, puis René Dahuron (en 1690-1701). Il a été ensuite aménagé par Schamburg en jardin anglais, mais il reste encore la structure de l'ancien jardin baroque. Ainsi une grande allée de tilleuls (1695, replantée en 1951-1953) forme un axe est-ouest, bordée de parterres et de corbeilles de fleurs, avec des pelouses, un étang et une fontaine. Le mémorial de la reine de Danemark, Caroline-Mathilde, bannie à Celle, est un groupe sculpté en marbre de Crottendorf commandé par la ville de Celle et la noblesse du Lunebourg en hommage à cette princesse hanovrienne au destin malheureux, morte à Celle à l'âge de 25 ans. Il est l'œuvre d'Adam Friedrich Oeser, de l'académie de dessin, de peinture et d'architecture de Leipzig, et se trouve dans la partie-est du jardin.
Ce jardin est un parc historique protégé.

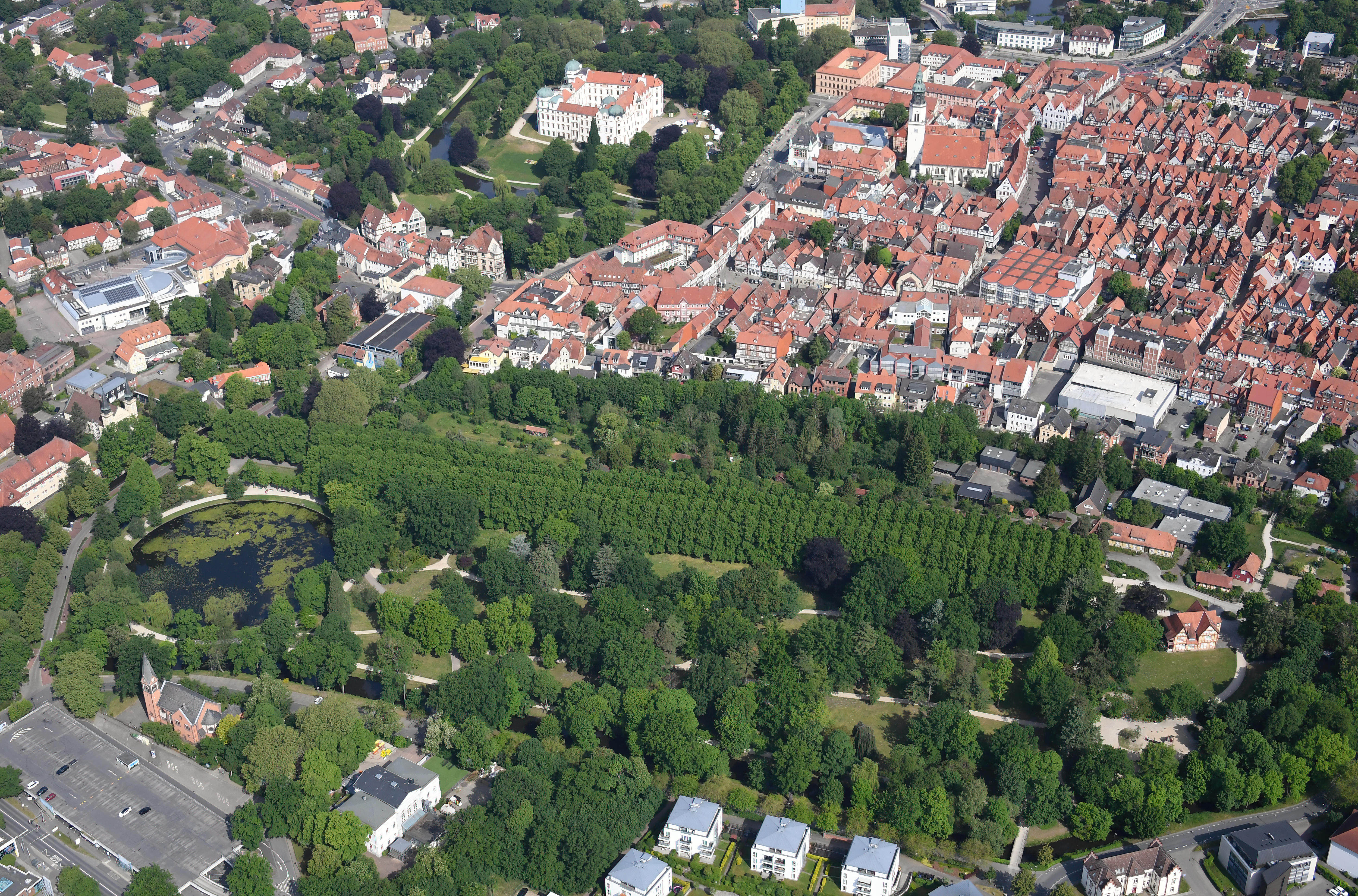
Vue aérienne du Jardin français.
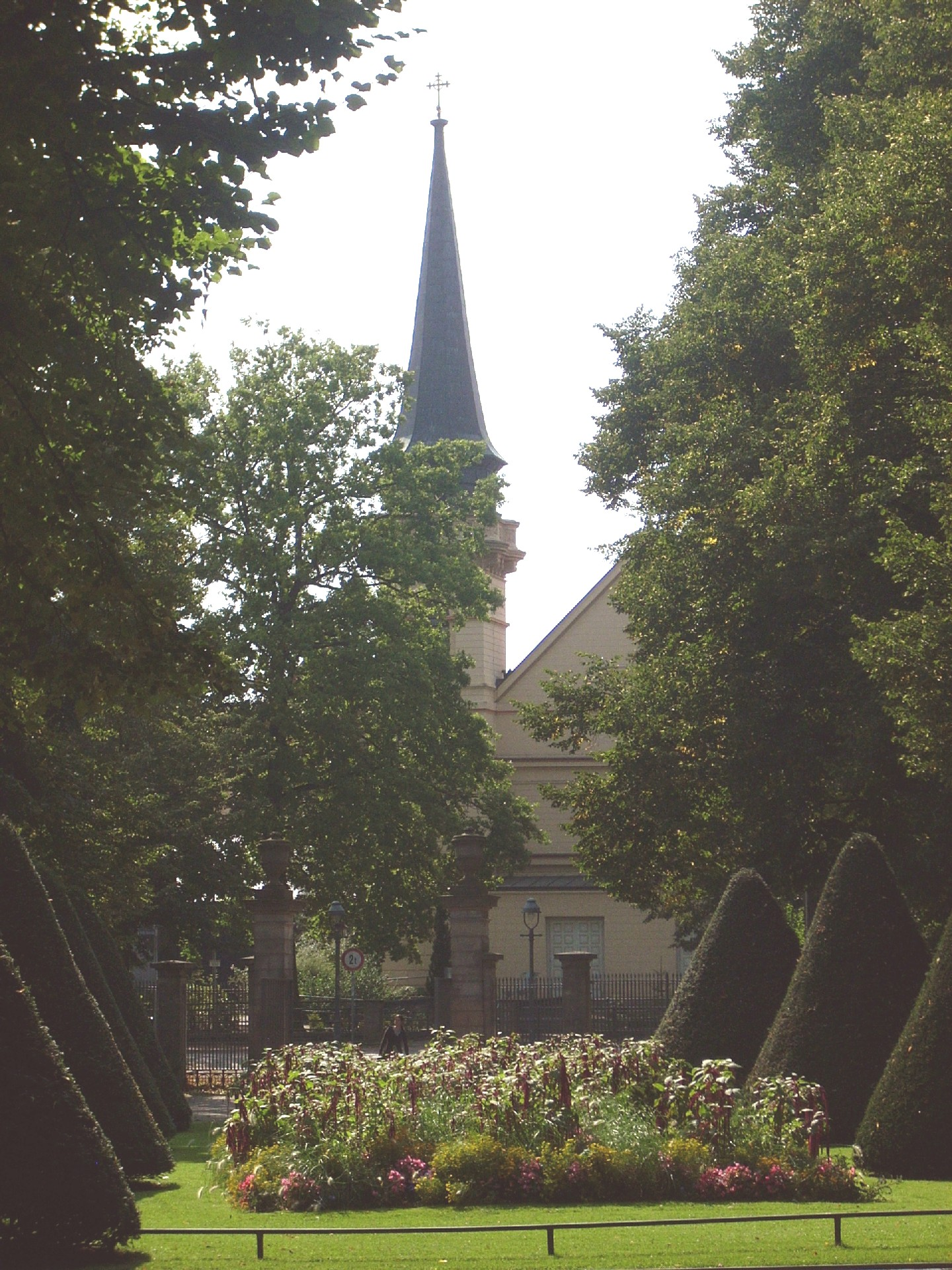
Vue de l'église Saint-Louis, avec parterre de fleurs, près de la porte-ouest du Jardin français.